# Grijpskerke
Grijpskerke (Zeeuws: Griepskerke, Grieps) is een dorp in de gemeente Veere in de Nederlandse provincie Zeeland. Tot 1 juli 1966 was het een zelfstandige gemeente; het ging toen op in de nieuwe gemeente Mariekerke, die op haar beurt in 1997 opging in de gemeente Veere. Op 1 januari 2023 had het dorp 1.430 inwoners. Grijpskerke is ofwel naar een persoonsnaam gevormd, ofwel naar het woord gariep "landstreek", dat nog frequent in de provincie Friesland voorkomt. Het dorp was jarenlang de woonplaats van Jacob Cats, die een klein kasteeltje 't Munnikenhof even buiten het dorp bewoonde.
De bijnaam in omringende dorpen luidt 't geitedurp; vroeger had de geitenfokkerij hier enige betekenis.
Tot de kern Grijpskerke rekent men ook de gehuchten Poppendamme en Buttinge.
De voormalige korenmolen in het dorp, 't Welvaaren van Grijpskerke, is thans in gebruik als woonhuis.

## Rijksmonumenten
- Lijst van rijksmonumenten in Grijpskerke

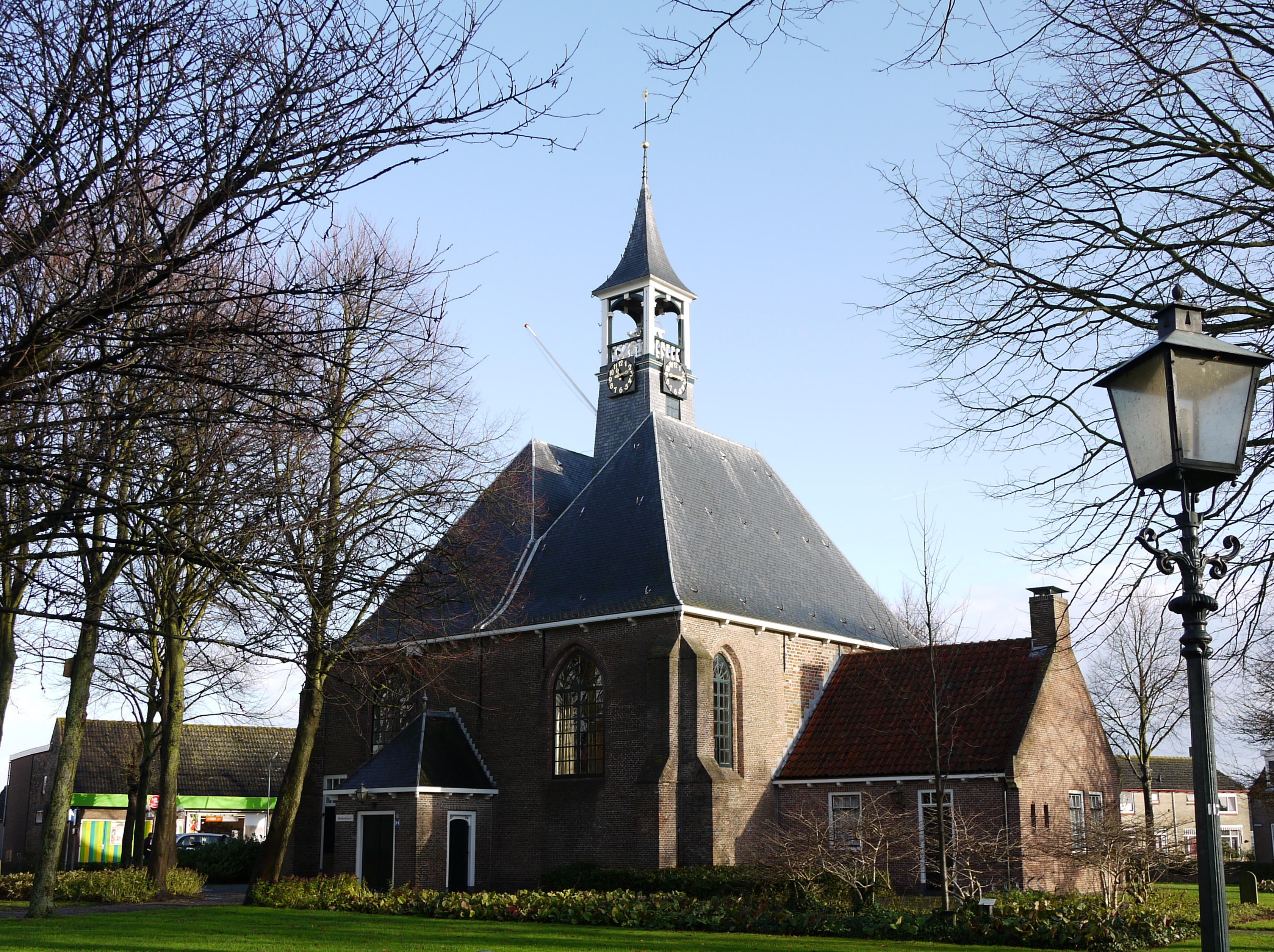
Michaëlskerk
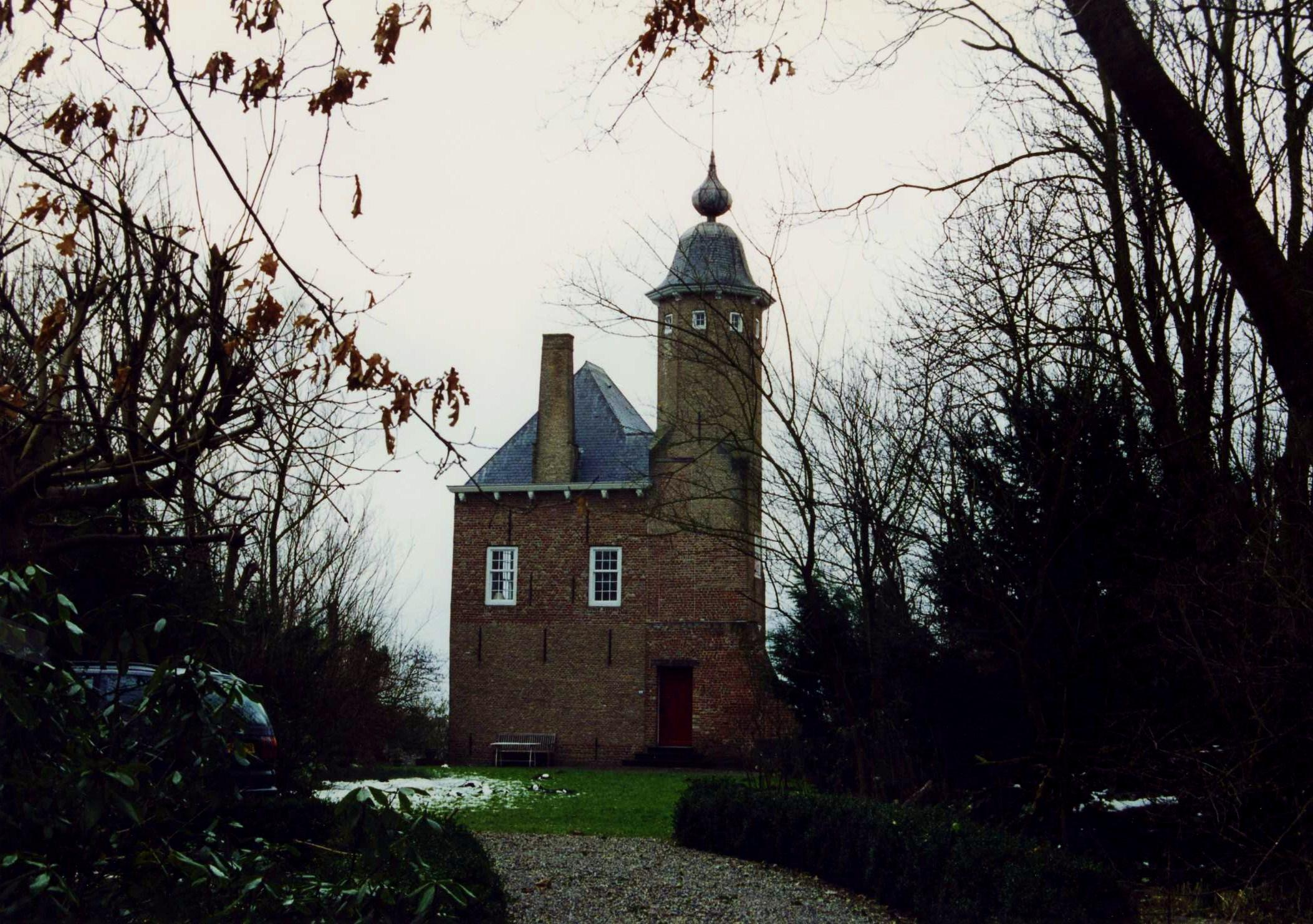
Kasteel 't Munnikenhof

## Geboren
- Nicolaas Everaerts (circa 1462-1532), jurist en president van het Hof van Holland in Den Haag en de Grote Raad van Mechelen
- Jacob van Grypskerke (1614-1683), historicus
- Adriaan Jan Huijsman (1892-1956), politicus